# Antonio Pesenti
Antonio Pesenti (nacido el 17 de mayo de 1908 en Zogno, provincia de Bérgamo - fallecido el 10 de junio de 1968), apodado Il gatto di Zogno, fue un ciclista italiano, profesional durante los años 1930.
Su mayor éxito como ciclista profesional fue la victoria en la clasificación general del Giro de Italia 1932. También fue 5.º en 1930 y 7.º en 1931.
Participó en dos ocasiones en el Tour de Francia, alcanzando el podio (como tercer clasificado) en la edición de 1931, además de terminar 2.º en tres etapas. En el Tour de Francia 1932 terminó 4.º en la clasificación general y logró la victoria en la 5.ª etapa.

## Palmarés
1930
- 1 etapa del Giro de Italia

1931
- 3.º en el Tour de Francia

1932
- Giro de Italia , más 1 etapa
- 1 etapa del Tour de Francia

## Resultados en las grandes vueltas
| Carrera         | 1929 | 1930 | 1931 | 1932 | 1933 | 1934 | 1935 | 1936 | 1937 | 1938 | 1939 |
| --------------- | ---- | ---- | ---- | ---- | ---- | ---- | ---- | ---- | ---- | ---- | ---- |
| Giro de Italia  | -    | 5º   | 7º   | 1º   | -    | -    | -    | -    | -    | -    | -    |
| Tour de Francia | Ab.  | -    | 3º   | 4º   | -    | -    | -    | -    | -    | -    | -    |
| Vuelta a España | X    | X    | X    | X    | X    | X    | -    | -    | X    | X    | X    |